# Bulbophyllum boninense
Bulbophyllum boninense là một loài phong lan thuộc chi Bulbophyllum.

## Hình ảnh

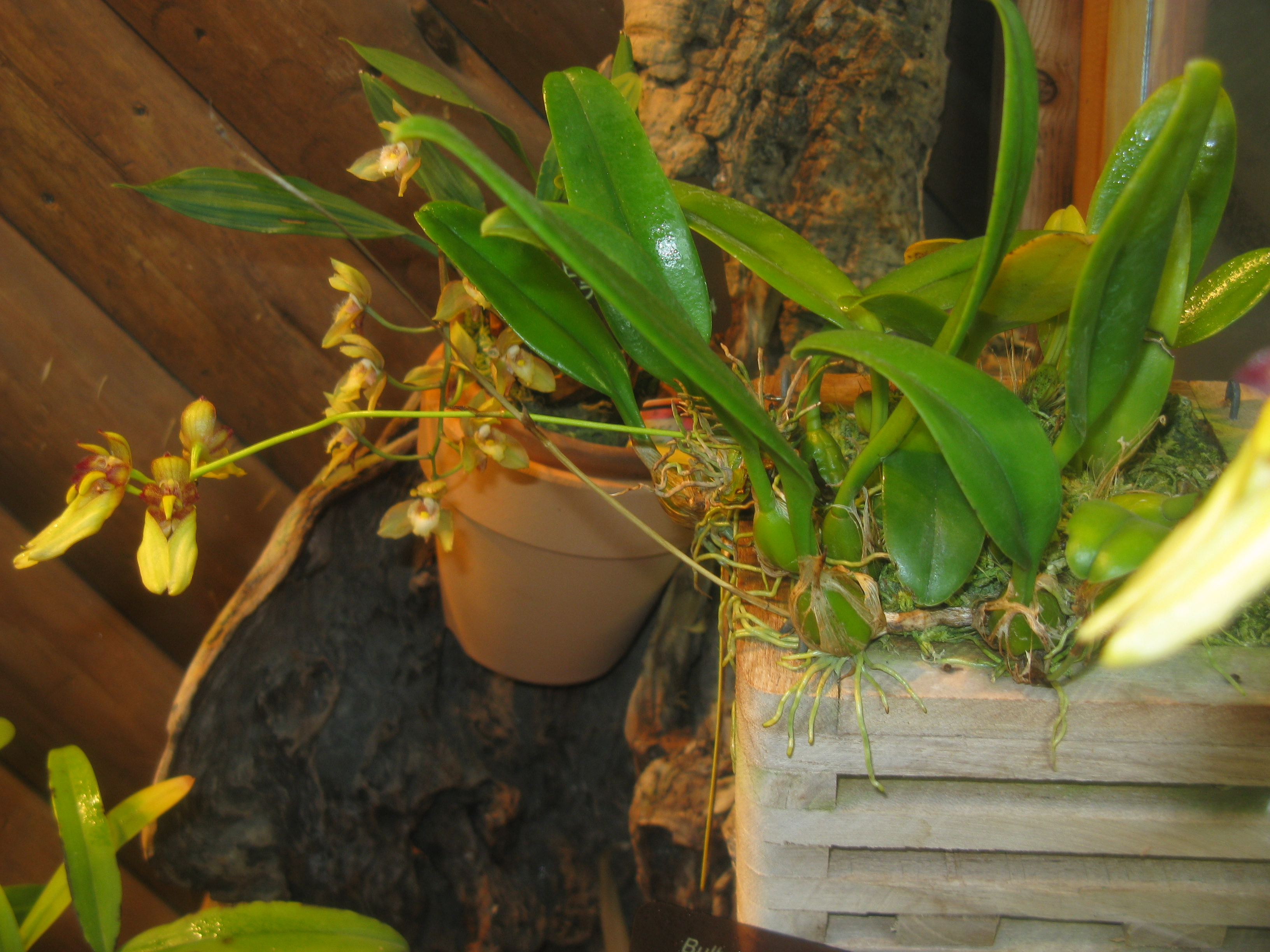